# پیروهان (کوسکو)
پیروهان (به اسپانیایی: Pirhuane) یک کوه در پرو است که در Peru, Cusco Region واقع شده‌است. پیروهان ۴٬۸۰۰ متر بالاتر از سطح دریا واقع شده‌است.